# Polyzephalie
Polyzephalie (von altgriechisch πολύ poly, deutsch ‚viele‘ und κεφαλή kephali, deutsch ‚Kopf‘), deutsch: „Vielköpfigkeit“ oder „Mehrköpfigkeit“, bezeichnet allgemein das Auftreten mehrerer Köpfe bei Lebewesen. Bei zwei Köpfen spricht man von Dizephalie.

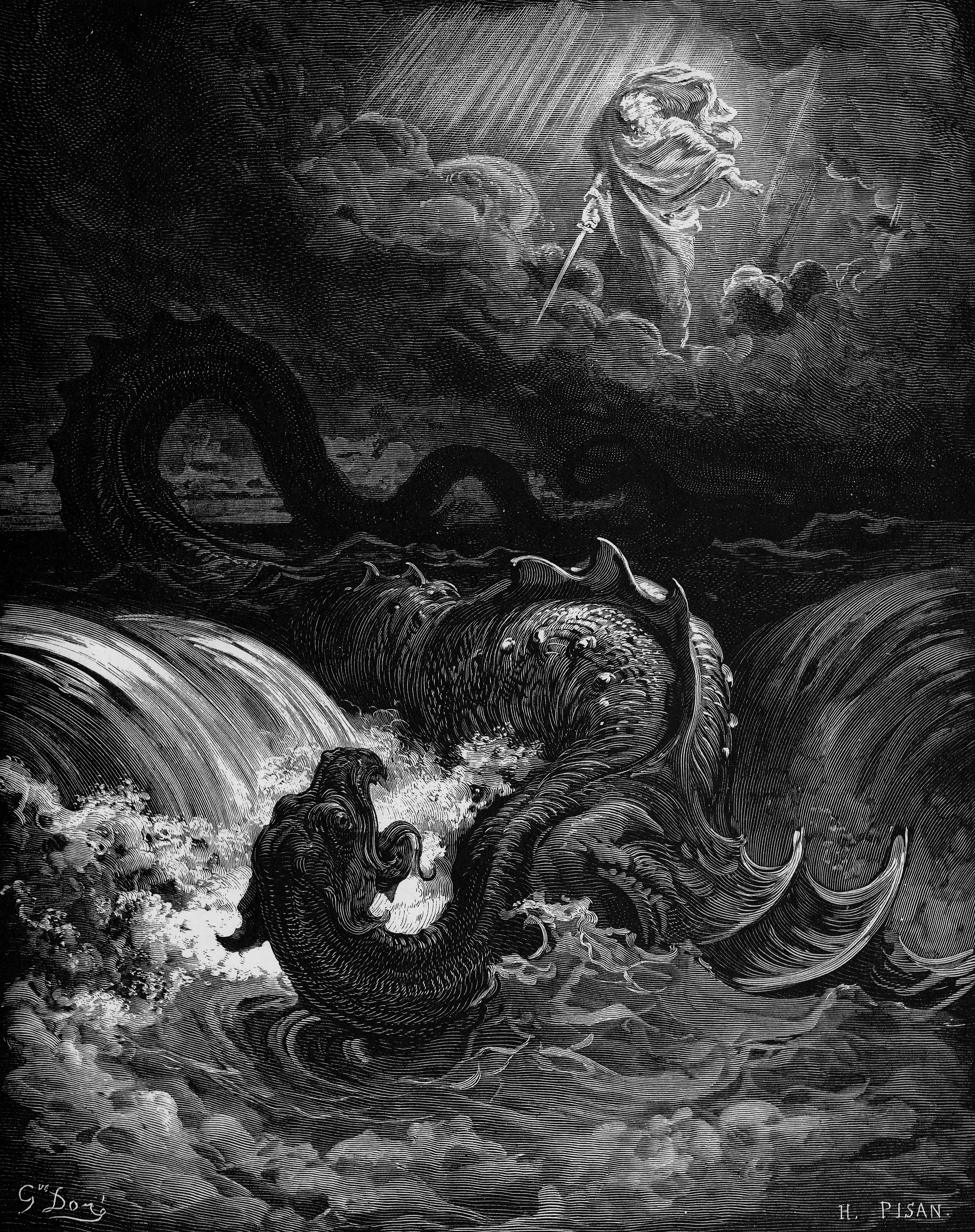
Die Vernichtung des Leviathan, Gravur von Gustave Doré (1865)

## Biologie
Während in der Humanmedizin keine Fälle von Polyzephalie bekannt sind, gibt es aus der Biologie Einzelberichte:
- Dreiköpfige Schildkröte[1]
- Dreiköpfiger Frosch[2]

## In der Bibel
Im Alten Testament:
- Im Psalm 74,14 EU taucht der vielköpfige Leviatan auf.

Im Neuen Testament:
- In der Offenbarung des Johannes bezwingt der Erzengel Michael als Drachentöter ein Untier mit sieben Häuptern (Offb 12,3 EU).

## Mythologie
In der Mythologie zahlreicher Kulturen treten vielköpfige Wesen auf, was durch tatsächliche biologische Fälle beeinflusst sein kann.
So ist Vielköpfigkeit ein prägnantes Merkmal slawischer Gottheiten. Die Kriegsgötter Triglaw, Svantovit und Rugievit wurden mit drei, vier bzw. sieben Köpfen dargestellt, Porenut wies ebenfalls vier Köpfe auf.

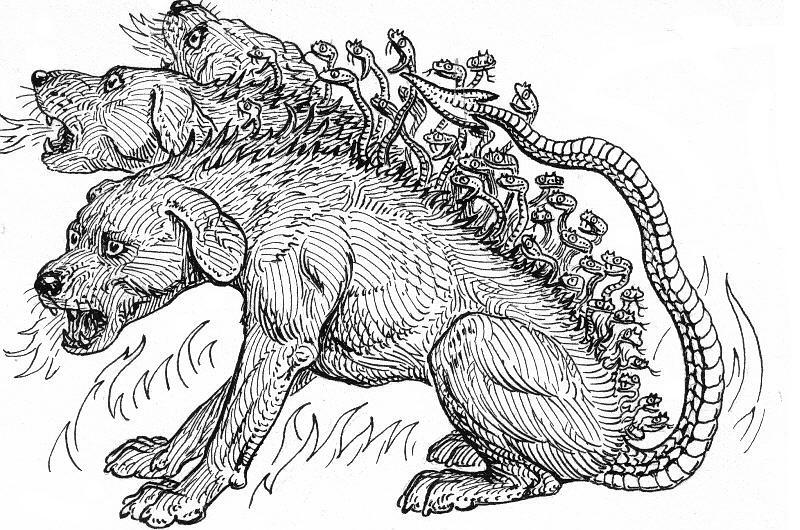
Griechischer Höllenhund Zerberus

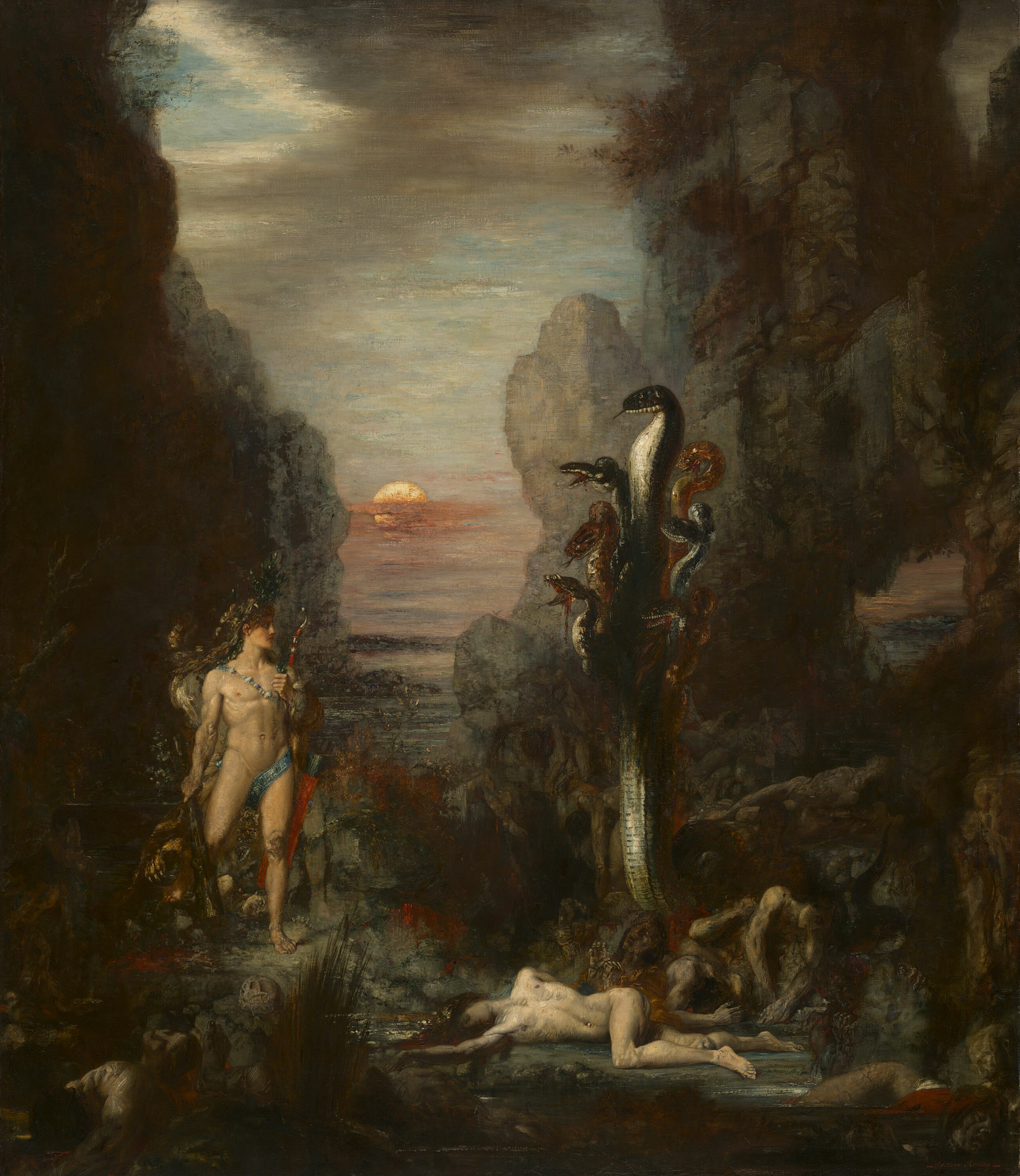
Herakles und die Hydra von Gustave Moreau

In der griechischen Mythologie treten viele Ungeheuer mit mehreren Köpfen auf. Der Hund Orthos besaß zwei, der Höllenhund Zerberus drei (nach einzelnen Erzählungen auch mehr), der Drache Ladon zwei oder drei (vereinzelt auch hundert), die Schlange Hydra neun und das Ungeheuer Typhon schließlich hundert Köpfe. Ferner erscheinen Hekatoncheiren mit „100 Händen“. Auch Skylla wurde mitunter als sechsköpfiges Seemonster beschrieben.
In der sumerischen Mythologie gibt es eine siebenköpfige Schlange namens Muš-sag-imin.
Auch im Hinduismus werden mitunter Ganesha und Shiva mit mehreren Köpfen dargestellt, oder auch die Dämonen Asura, Rakshasa, Ravana und Trishira.
Zahhak (Sohak) mit drei Köpfen kommt in der iranischen Mythologie vor.
Thrudgelmir (Þrúðgelmir), ein sechsköpfiger Riese, erscheint in der nordischen Mythologie.
Yamatanoorochi, die achtköpfige Schlange, ist Bestandteil der japanischen Mythologie.

## Heraldik
Mehrköpfigkeit taucht als Motiv auch in der Wappenkunde auf, so beim Dreiköpfigen Adler.